# Vowchurch
Vowchurch is een civil parish in het bestuurlijke gebied Herefordshire, in het Engelse graafschap Herefordshire met 176 inwoners.